# Инессив
Инессив (при глоссировании сокращается как INE или INES, от лат. inesse «быть, находиться (в, внутри, на)») — местный падеж. Его основным значением является нахождение в каком-либо месте.
В финском языке инессив образуется при помощи окончания -ssa/-ssä. Используется не только для указания на место, но и на время, например, у названий месяцев. В эстонском языке инессив образуется при помощи добавления «-s» к форме родительного падежа. В венгерском языке чаще всего образуется при помощи форманта «-ban/-ben», хотя используются и другие (-on, -en, -ön).
Пример: «в доме» по-венгерски ház·ban, по-фински talo·ssa, по-эстонски maja·s, по-литовски nam·e, по-баскски etxea·n.